# ساندرا أريكسون
ساندرا أريكسون (بالفنلندية: Sandra Eriksson)‏ هي منافسة ألعاب القوى فنلندية، ولدت في 4 يونيو 1989 في نوكارلبي ‏ في فنلندا.

## وصلات خارجية
- ساندرا أريكسون على موقع الاتحاد الدولي لألعاب القوى (الإنجليزية)
- ساندرا أريكسون على موقع الدوري الماسي (الإنجليزية)
- ساندرا أريكسون على موقع اللجنة الأولمبية الدولية (الإنجليزية)
- ساندرا أريكسون على موقع أوليمبيديا (الإنجليزية)